# مینیرال، کالیفرنیا
مینیرال (به انگلیسی: Mineral) یک منطقهٔ مسکونی در ایالات متحده آمریکا است که در شهرستان تهاما، کالیفرنیا واقع شده است. مینیرال ۱۱۵٫۱۹۲ کیلومتر مربع مساحت و ۱۲۳ نفر جمعیت دارد و ۱٬۴۹۹ متر بالاتر از سطح دریا واقع شده است.